# Shimao International Plaza
Shimao International Plaza (chiń. 上海世茂国际广场; pinyin Shànghǎi Shìmào Guójì Guǎngchǎng) – wieżowiec w Szanghaju w Chinach. Jest to obecnie drugi co do wysokości gmach w tym mieście. Mierzy 333 metry wysokości i 60 pięter. Poza tym ma jeszcze 3 piętra pod ziemią. Jego budowa rozpoczęła się w 2001 roku, zakończyła się natomiast w roku 2006. Jest dziełem East China Architectural Design & Research Institute Co. Ltd. i Ingenhoven Overdiek und Partner. Wykonano go w stylu modernistycznym. Do jego budowy użyto głównie stali i zbrojonego betonu. Jego powierzchnia wynosi 170 000 m². 48 pięter zajmuje 5-gwiazdkowy hotel, 9 innych pięter zajmuje centrum handlowe, pozostałe 3 kondygnacje mieszczą ekskluzywne kluby. W 2001 roku Shanghai Shimao Group, zakupiło go od Wan Xiang Group. Wtedy też budynek zmienił swoją nazwę na obecną.